# Vaticinium Lehninense

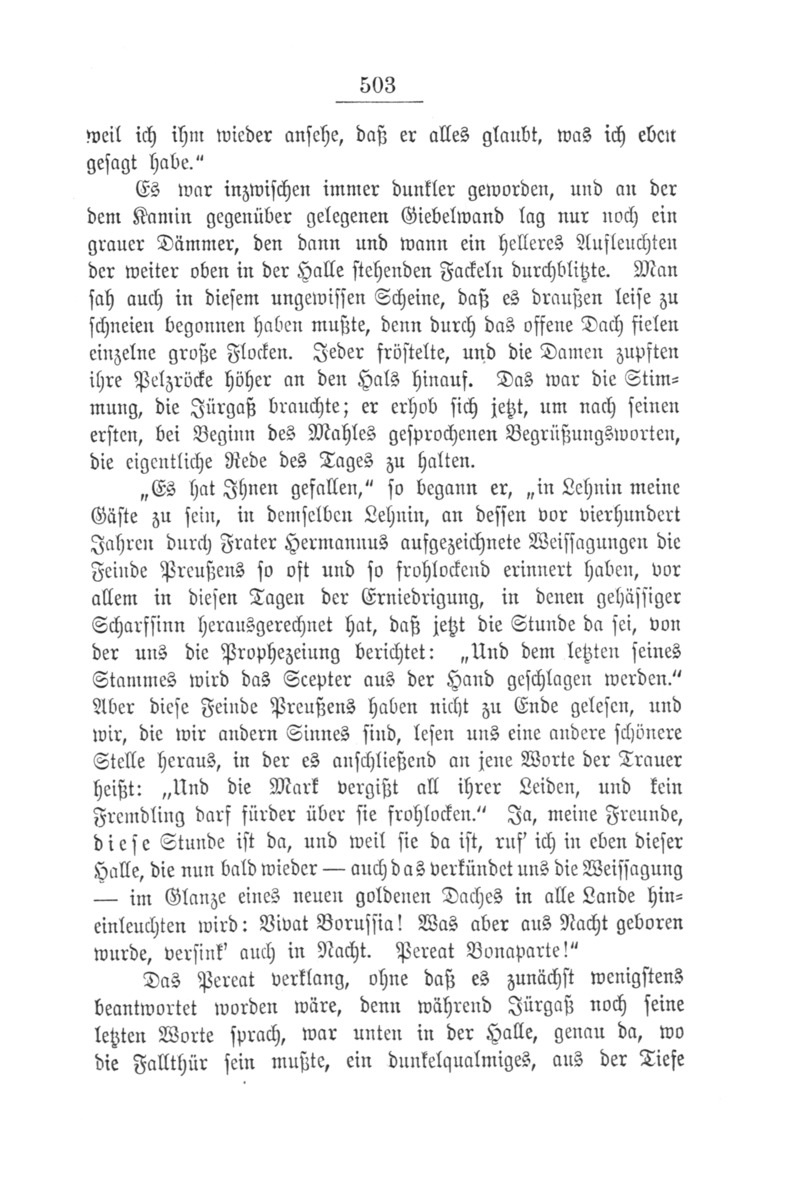
Theodor Fontane: Vor dem Sturm. Roman aus dem Winter 1812 auf 13 (1878), Band 3, Kapitel 15, Dialogpassage über die Lehninsche Weissagung. Fontane spielt hier mit dem Vaticinium als Bedeutung erzeugender Folie. Er selbst wusste um ihren neuzeitlichen Ursprung.

Das Vaticinium Lehninense, die Lehninsche Weissagung, ist ein lateinisches Gedicht in 100 leoninischen Hexametern, das die künftigen Schicksale des Klosters Lehnin, der Mark Brandenburg und ihrer Herrscher kraft göttlicher Eingebung vorherzusagen behauptet. Die Abschriften, die ab 1700 in Berlin bekannt wurden, bezeichnen es in einem lateinischen Proömium als Weissagung eines Zisterziensers Hermann, der um 1300 im Kloster Lehnin gelebt habe, niedergeschrieben in einem Handschriftenband des Klosters. Diese angebliche Urschrift ist niemals gefunden worden. Inhalt und sprachliche Eigenheiten erweisen den Text vielmehr als Werk aus dem letzten Jahrzehnt des 17. Jahrhunderts. Auch dessen Urschrift ist nicht mehr vorhanden. Über die Identität des Verfassers gibt es nur Vermutungen.
Trotz der früh erkannten Fiktionalität der antiprotestantischen und hohenzollernfeindlichen Dichtung erlangte sie eine starke und lang anhaltende Bekanntheit in Preußen und darüber hinaus, und die Publikationen aus drei Jahrhunderten, die sie deuten und widerlegen, füllen Regale.

## Eigenart und Inhalt
Der Text ist als dunkles Orakel stilisiert. Nicht selten bestimmt zudem das enge Reimschema des leoninischen Verses den Inhalt mit. Auf historische Personen und Ereignisse bis zum Ende der Regierungszeit des Großen Kurfürsten († 1688) lassen sich die Verse 8–75 mit einiger Sicherheit beziehen, wobei sich auch hier schwer erklärbare Aussagen finden. Danach werden die Prophezeiungen allgemeiner und blumiger. Eindeutig abgelehnt wird die Einführung der lutherischen Reformation in Brandenburg (Vers 47) und der Wechsel zum Calvinismus (Vers 63). Vorausgesagt wird offenbar das Ende der Hohenzollernherrschaft mit dem elften protestantischen Herrscher der Dynastie (Vers 49; Vers 93) und die Rückkehr Brandenburgs und ganz Deutschlands zur römisch-katholischen Kirche unter einem katholischen König, der zugleich Herrscher der Mark Brandenburg und Wiederhersteller Lehnins und Chorins sein wird (Verse 95–100). Rätselhaft ist der isolierte Vers 94 sowohl hinsichtlich der Bedeutung von „Israel“ – Döpp übersetzt das Wort im Anschluss an Guhrauer mit „der protestantische Herrscher“ – wie hinsichtlich des „scelus morte piandum“; rezeptionsgeschichtlich überwiegen die antijüdischen, später die antisemitischen Deutungen.
Döpp gliedert das Gedicht mit folgenden Zwischenüberschriften:
(bis zur Entstehungszeit des Vaticiniums:)
- Verse 8–13: „Die Mark Brandenburg unter den Askaniern (bis 1320)“
- Verse 14–18: „… unter den Fürsten aus dem Hause Bayern (1323–1373)“
- Verse 19–26: „… unter den Luxemburgern (1373–1415)“
- ab Vers 27: „… unter den Hohenzollern“
  - Verse 27–46: „Die katholischen Kurfürsten“
    - Verse 27–34: „Friedrich I. 1415–1440“
    - Verse 35–36: „Friedrich II. Eisenzahn 1440–1470“
    - Verse 37–42: „Albrecht Achilles 1470–1486“
    - Verse 43–46: „Johann Cicero 1486–1499“

  - Verse 47–62: „Die lutherischen Kurfürsten“
    - Verse 47–49: „Kurfürstin Elisabeth, Gemahlin Joachims I. Nestor 1499–1535“
    - Verse 50–54: „Joachim II. Hektor 1535–1571“
    - Verse 55–59: „Johann Georg 1571–1598“
    - Verse 60–62: „Joachim Friedrich 1598–1608“

  - Verse 63–75: „Die calvinischen („reformierten“) Kurfürsten“
    - Verse 63–67: „Johann Sigismund 1608–1619“
    - Verse 68–71: „Georg Wilhelm 1619–1640“
    - Verse 72–75: „Friedrich Wilhelm, der Große Kurfürst 1640–1688“

(nach der Entstehungszeit des Vaticiniums – spekulativ:)
- ab Vers 76: „… und Könige“
  - Verse 76–80: „Friedrich III. 1688–1713, seit 1701 Friedrich I. König in Preußen“
  - Verse 81–84: „Friedrich Wilhelm I. 1713–1740“
  - Verse 85–88: „Friedrich II., „der Große“ 1740–1786“
  - Verse 89–92: „Friedrich Wilhelm II. 1786–1797“
  - ab Vers 93: „Friedrich Wilhelm III. 1797–1840“

Die spekulativen Zuweisungen ab Vers 76 haben vor allem den Zweck, die Abweichungen der dunklen Vorhersagen von den tatsächlichen Ereignissen aufzuzeigen sowie bis zum elften protestantischen Hohenzollernherrscher weiterzuzählen, mit dem laut Vers 49 die Hohenzollerndynastie enden oder katholisch werden soll.

## Mögliche Verfasser
Der Verfasser, wahrscheinlich ein Berliner, muss ein guter Kenner und gewandter Schreiber der lateinischen Sprache gewesen sein, dazu vertraut mit der Geschichte der Mark Brandenburg. Er muss Katholik – Konvertit? – oder mindestens Calixtiner und mit der hohenzollernschen Kirchenpolitik unzufrieden gewesen sein, vielleicht auch persönlich verletzt. Ob er mit dem Text politisch wirken wollte oder sich nur eine intelligente Stilübung erlaubte, muss offen bleiben. Auffällig ist die formale und inhaltliche Verwandtschaft des Textes mit der 1689 in den Monatlichen Unterredungen einiger guten Freunde veröffentlichten und kommentierten, angeblich mittelalterlich-zisterziensischen Weissagung vom Untergang Frankreichs – vielleicht die unmittelbare Anregung zum Lehninense.
Aufgrund dieser Kriterien wurden als mögliche Verfasser genannt: Martin Friedrich Seidel, Andreas Fromm, Christoph Heinrich Oelven, Nikolaus von Zitzewitz, Friedrich von Lüdinghausen Wolff und Johann Christian Seitz.

## Text
| Lateinischer Text | Übersetzung |
| Vaticinium b. fratris Hermanni, monachi quondam Lheninensis, Ordinis Cistertiensis, qui circa annum Chr. 1300 floruit et in dicto monasterio Lheninensi vixit, ex libro Msto, ex quo constat, hoc vaticinium iam ante annos 400 consignatum esse. 1. Nunc tibi cum cura, Lhenin, cano fata futura, 2. Quae mihi monstravit Dominus, qui cuncta creavit. 3. Nam licet insigni veluti sol splendeas igni 4. Et vitam totam nunc degas summe devotam 5. Abundentque rite tranquillae commoda vitae, 6. Tempus erit tandem, quod te non cernit eandem, 7. Immo vix ullam, aut si bene dixero, nullam. 8. Quae te fundavit gens, haec te semper amavit: 9. Hac pereunte peris nec mater amabilis eris. 10. Et nunc absque mora propinquat flebilis hora, 11. Qua stirps Othonis, nostrae decus regionis, 12. Magno ruit fato nullo superstite nato. 13. Tuncque cadis primum, sed nondum venis ad imum. 14. Interea diris angetur Marchia miris, 15. Et domus Othonum fiet spelunca leonum 16. Ac erit exclusus vero de sanguine fusus, 17. Quando peregrini venient ad claustra Chorini. 18. Cerbereos fastus mox tollet Caesaris astus. 19. Sed parum tuto gaudebit Marchia scuto; 20. Regalis rursum leo tendit ad altera cursum. 21. Nec dominos veros haec terra videbit et heros. 22. Omnia turbabunt rectores damnaque dabunt; 23. Nobilitas dives vexabit undique cives, 24. Raptabit clerum nullo discrimine rerum; 25. Et facient isti, quod factum tempore Christi: 26. Corpora multorum vendentur contra decorum. 27. Ne penitus desit tibi, qui, mea Marchia, praesit, 28. Ex humili surgis, binis nunc inclyte burgis, 29. Accendisque facem iactando nomine pacem. 30. Dumque lupos necas, ovibus praecordia secas. 31. Dico tibi verum: tua stirps longinqua dierum 32. Imperiis parvis patriis dominabitur arvis, 33. Donec prostrati fuerint, qui tunc honorati 34. Urbes vastabant, dominos regnare vetabant. 35. Succedens patri tollet privilegia fratri 36. Nec faciet bustum, non iustum credere iustum. 37. Defesso bellis variis sortisque procellis 38. Mox frater fortis succedit tempore mortis, 39. Fortis et ille quidem, sed vir vanissimus idem. 40. Dum cogitat montem, poterit vix scandere pontem. 41. En acuit enses! Miseri vos o Lheninenses! 42. Quid curet fratres, qui vult exscindere patres! 43. Alter ab hoc Martem scit ludificare per artem! 44. Auspicium natis hic praebet felicitatis, 45. Quod dum servatur, ingens fortuna paratur. 46. Huius erunt nati conformi sorte beati. 47. Inferet at tristem patriae nunc femina pestem, 48. Femina, serpentis tabe contacta recentis. 49. Hoc et ad undenum durabit stemma venenum. 50. Et nunc is prodit, qui te, Lhenin, nimis odit: 51. Dividit ut culter, atheus, scortator, adulter. 52. Ecclesiam vastat, bona religiosa subhastat. 53. Ito, meus populus! Protector adest tibi nullus, 54. Hora donec veniet, qua restitutio fiet. 55. Filius amentis probat instituta parentis; 56. Insipiens totus tamen audit vulgo devotus; 57. Nec sat severus, hinc dicitur optimus herus. 58. Huic datur ex genere, quinos qualis ipse, videre. 59. Anno funesto vitam loco linquit honesto. 60. Postulat hinc turbae praeponi natus in urbe. 61. Spe caeteri subolem, fovet hic formidine prolem; 62. Quod timet obscurum, certo tamen ecce futurum. 63. Forma rerum nova mox fit patiente Iehova. 64. Mille scatet naevis, cuius duratio brevis 65. Multa per edictum, sed turbans plura per ictum. 66. Quae tamen in peius mutantur iussibus eius, 67. In melius fato converti posse putato. 68. Post patrem natus est princeps Marchionatus; 69. Ingenio multos qui vivere sinit inultos. 70. Dum nimium credit, miserum pecus lupus edit; 71. Et sequitur servus domini mox fata protervus. 72. Tunc veniunt, quibus de burgis nomina tribus, 73. Et crescit latus magno sub principe status. 74. Securitas gentis est fortitudo regentis, 75. Sed nil iuvabit, prudentia quando cubabit. 76. Qui successor erit, patris haud vestigia terit. 77. Orate, fratres, lacrymis nec parcite, matres! 78. Fallit in hoc nomen laeti regiminis omen. 79. Nil superest boni, veteres migrate coloni! 80. Et iacet exstinctus foris quassatus et intus. 81. Mox iuvenis fremit, dum magna puerpera gemit, 82. Sed quis turbatum poterit refingere statum? 83. Vexillum tanget, sed fata crudelia planget. 84. Flantibus hinc austris vitam vult credere claustris. 85. Qui sequitur, pravos imitatur pessimus avos: 86. Non robur menti, non adsunt numina genti, 87. Cuius opem petit, contrarius hic sibi stetit. 88. Et perit in undis, dum miscet summa profundis. 89. Natus florebit, quod non sperasset, habebit. 90. Sed populus tristis flebit temporibus istis, 91. Nam sortis mirae videntur fata venire, 92. Ut princeps nescit, quod nova potentia crescit. 93. Tandem sceptra gerit, qui stemmatis ultimus erit. 94. Israel infandum scelus audet morte piandum. 95. Et pastor gregem recipit, Germania regem. 96. Marchia, cunctorum penitus oblita malorum, 97. Ipsa suos audet fovere nec advena gaudet: 98. Priscaque Lhenini surgunt et tecta Chorini 99. Et veteri more clerus splendescit honore 100. Nec lupus nobili plus insidiatur ovili. | Weissagung des seligen Bruders Hermann, einst Mönch in Lehnin, vom Zisterzienserorden, der um das Jahr Christi 1300 blühte und in dem genannten Lehniner Kloster lebte, aus einem handgeschriebenen Buch, aus dem feststeht, dass diese Weissagung schon vor 400 Jahren aufgezeichnet worden ist. 1. Jetzt singe ich dir, Lehnin, mit Sorgfalt deine künftigen Schicksale, 2. die mir der Herr gezeigt hat, der alle Dinge schuf. 3. Denn wenn du auch von hervorragendem Feuer strahlst wie die Sonne 4. und jetzt höchst fromm das ganze Leben führst 5. und die Annehmlichkeiten eines mußevollen Lebens dir nach Gebühr überströmen, 6. wird doch eine Zeit kommen, die dich nicht mehr als dieselbe erkennt, 7. sondern kaum als irgendwen, oder richtig gesagt, als nichts. 8. Das Geschlecht, das dich gründete, hat dich immer geliebt: 9. Wenn es untergeht, gehst auch du unter und wirst keine liebenswerte Mutter mehr sein. 10. Und nun nähert sich ohne Verzug die beweinenswerte Stunde, 11. da der Stamm Ottos, die Zierde unserer Lande, 12. durch machtvolles Schicksal zerfällt, weil kein Sohn übrig bleibt. 13. Damit fällst du erstmals, kommst aber noch nicht ans Ende. 14. Inzwischen wird die Mark durch schreckliche Wunderzeichen in Angst versetzt werden, 15. und das Haus der Ottonen wird zur Höhle der Löwen 16. und der aus echtem Geblüt Gezeugte wird ausgeschlossen sein, 17. wenn Fremde zum Kloster Chorin kommen werden. 18. Höllische Überhebungen wird die Schläue des Kaisers rasch beenden. 19. Aber die Mark wird sich der sicheren Schildwehr wenig erfreuen; 20. der königliche Löwe wendet den Lauf wieder anderem zu. 21. Und dieses Land wird keine wahren Herrscher und Herren sehen. 22. Statthalter werden alles in Unordnung bringen und Schaden anrichten. 23. Der reiche Adel wird überall die Bürger quälen, 24. er wird den Klerus berauben ohne Unterschied der Gegenstände; 25. und sie werden tun, was zur Zeit Christi geschah: 26. Gegen den Anstand werden die Körper Vieler verkauft werden. 27. Damit dir nicht gänzlich einer fehle, der dich, meine Mark, regiert, 28. erhebst dich du, nun durch zwei Burgen Berühmter, aus der Niedrigkeit 29. und entzündest die Kriegsfackel, obwohl du dem Namen nach Frieden verbreitest. 30. Und während du Wölfe tötest, zerschneidest du den Schafen das Innerste. 31. Ich sage dir die Wahrheit: Dein Nachkomme, fern an Tagen, 32. wird mit geringer Macht über die väterlichen Äcker herrschen, 33. bis jene zu Boden geworfen sind, die, zu der Zeit geehrt, 34. Städte verwüsteten und die Herrscher hinderten zu regieren. 35. Der dem Vater nachfolgt, nimmt dem Bruder das Vorrecht, 36. aber nicht einmal das Grab wird bewirken, dass man den Falschen für den Richtigen hält. 37. Ihm, der von verschiedenen Kriegen und Schicksalsstürmen erschöpft ist, 38. folgt bald zur Zeit des Todes ein kraftvoller Bruder, 39. kraftvoll auch er zwar, aber ebenso ein höchst eitler Mann. 40. Während er meint, einen Berg zu überwinden, wird er kaum eine Brücke übersteigen können. 41. Seht, er wetzt die Schwerter! Weh euch, Leute von Lehnin! 42. Was kümmern die Brüder den, der die Väter vernichten will! 43. Der Nächste nach ihm versteht es, Mars kunstvoll zu täuschen. 44. Er gibt seinen Söhnen einen Vorausblick des Glücks. 45. Solange dies bewahrt wird, wird gewaltiger Wohlstand geschaffen. 46. Seine Söhne werden durch ein gleichartiges Los glücklich sein. 47. Aber nun wird eine Frau eine unheilvolle Seuche ins Vaterland bringen, 48. eine Frau, angesteckt vom Verwesungsgift einer neuen Schlange. 49. Und dieses Gift wird fortdauern bis zum elften Wappenträger. 50. Und nun tritt der auf, der dich, Lehnin, im Übermaß hasst. 51. Er zerteilt wie ein Messer, der Gottlose, der Hurer, der Ehebrecher. 52. Die Kirche verwüstet er und versteigert den Klosterbesitz. 53. Geh fort, mein Volk! Kein Beschützer ist für dich da, 54. bis die Stunde kommt, da die Wiederherstellung geschieht. 55. Der Sohn des Wahnsinnigen billigt die Maßnahmen des Vaters; 56. ganz unvernünftig, gilt er dennoch beim Volk als fromm; 57. und zu wenig streng, wird er dafür der beste Herr genannt. 58. Ihm wird vergönnt, aus seinem Geschlecht fünf ihm Gleichrangige zu sehen. 59. In einem unglückseligen Jahr lässt er sein Leben an einem ehrenvollen Ort. 60. Nunmehr fordert sein in der Stadt geborener Sohn, über die Volksmenge gesetzt zu werden. 61. Andere pflegen ihren Nachwuchs mit Hoffnung, dieser seinen Spross mit Scheu. 62. Das Dunkle, das er fürchtet, seht, es trifft dennoch mit Sicherheit ein. 63. Bald entsteht mit Duldung Jehovas eine neue Gestalt der Dinge. 64. Tausend Schandflecken brechen auf an dem, dessen Lebensdauer kurz ist, 65. er, der viel Unordnung durch ein Edikt anrichtet, aber noch mehr durch einen Hieb. 66. Was jedoch durch seine Befehle zum Schlechteren verändert wird, 67. sei gewiss, dass es vom Schicksal zum Besseren gewendet werden kann. 68. Nach dem Vater ist der Sohn Fürst über die Mark; 69. entsprechend seinem Charakter lässt er viele ungestraft leben. 70. Während er allzu sehr vertraut, frisst der Wolf das arme Vieh. 71. Und der dreiste Knecht folgt bald dem Schicksal des Herrn. 72. Dann kommen die, die die Namen von drei Burgen führen, 73. und unter einem großen Fürsten wächst der Staat stark. 74. Die Sicherheit der Bevölkerung ist die Stärke des Herrschers, 75. aber es wird nichts nützen, wenn die Klugheit schläft. 76. Der sein Nachfolger sein wird, glättet die Spuren des Vaters kaum. 77. Betet, Brüder, und spart die Tränen nicht, Mütter! 78. Bei ihm hält der Name nicht das Versprechen einer glücklichen Regierung. 79. Nichts Gutes bleibt übrig. Wandert aus, ihr Altsiedler! 80. Und er liegt ausgelöscht, außen und innen zerrüttet. 81. Bald lärmt ein junger Mann, während die große Gebärerin seufzt. 82. Aber wer wird den verwirrten Staat wieder in Ordnung bringen können? 83. Er wird zur Fahne greifen, aber grausame Schicksale beklagen. 84. Darauf, während Südwinde blasen, will er sein Leben Klöstern anvertrauen. 85. Der ihm folgt, ahmt die üblen Vorfahren als der Schlimmste nach: 86. die Gesinnung ist kraftlos, dem Volk stehen keine göttlichen Helfer bei. 87. Der, dessen Hilfe er verlangt, hat sich ihm entgegengestellt. 88. Und er geht unter in Fluten, während er das Höchste mit dem Untersten vermischt. 89. Sein Sohn wird blühen und wird bekommen, was er nicht erhoffte. 90. Aber das Volk wird traurig sein und weinen in jenen Zeiten. 91. Nun allerdings kommen offensichtlich Geschicke eines erstaunlichen Loses, 92. da der Fürst nicht weiß, dass eine neue Macht aufwächst. 93. Schließlich führt der das Zepter, der der Letzte des Wappens sein wird. 94. Israel wagt einen unaussprechlichen Frevel, der mit dem Tod gesühnt werden muss. 95. Und ein Hirt nimmt die Herde an, Deutschland seinen König. 96. Die Mark, alle Übel völlig vergessend, 97. traut sich, die Ihren selbst zu pflegen, und der Fremde freut sich nicht. 98. Und die früheren Bauten Lehnins und Chorins erheben sich wieder, 99. und der geistliche Stand strahlt wieder in Ehren nach einstigem Brauch, 100. und der Wolf lauert dem edlen Schafstall nicht mehr auf. |

## Rezeptionsgeschichte
Handschriften des Lehninense kursierten in Berlin etwa ab 1692. Den ersten Textdruck gab Johann Christoph Bekmann mit einer Versübersetzung vor 1717 heraus. Damit begann die Flut der Veröffentlichungen zum Lehninense. Bereits vor der Mitte des 18. Jahrhunderts waren die wesentlichen Argumente für die Unechtheit zusammengetragen; dennoch gab es bis ins 20. Jahrhundert Veröffentlichungen, die den Text vor dem Hintergrund aktueller politischer Entwicklungen als ernstzunehmende Prophetie behandelten. Auffällig ist der hohe Anteil an anonymen und pseudonymen Kommentaren, der wohl mit dem „majestätskritischen“ Inhalt, aber auch mit dem obskuren Charakter des Vaticiniums zusammenhängt. Seine quasi-mystische Faszination wirkte auch auf Personen, die keine Zweifel an seinem tatsächlichen Ursprung hegten, und machte ihn zeitweise auch im Volk so bekannt, dass König Friedrich Wilhelm IV. (1840–1861) gesagt haben soll, er glaube nicht an diese Weissagung, aber er fürchte sie.